# Швейцер, Брайан
Брайан Дэвид Швейцер (англ. Brian David Schweitzer; род. 4 сентября 1955, Гавр, Монтана) — американский политик, представляющий Демократическую партию. 23-й губернатор штата Монтана.

## Биография

### Ранние годы, образование и карьера
Брайан Швейцер родился в Гавре, штат Монтана. Он был четвёртым из шести детей Кэтлин (урождённой Маккернан) и Адама Швейцера. Его предки по материнской линии были ирландцами, а по отцовской — этническими немцами, жившими в Российской империи. В 1973 году Швейцер окончил школу в Аббатстве Святого Креста в городе Кэнон, Колорадо, в 1978 году получил степень бакалавра наук в области международной агрономии в Университете штата Колорадо, а в 1980 году — степень магистра в области почвоведения в Университете штата Монтана.
После окончания обучения Швейцер проектировал оросительные системы в Африке, Азии, Европе и Южной Америке. Он несколько лет работал в Ливии и Саудовской Аравии, и говорит по-арабски. В 1986 году Швейцер вернулся в Монтану и занялся фермерским и оросительным бизнесом в городе Уайтфиш.

### Политическая карьера
Билл Клинтон назначил Швейцера в Министерство сельского хозяйства США в качестве члена комитета Агентства содействия фермерским хозяйствам Монтаны, где он работал в течение семи лет. Во время работы в Министерстве сельского хозяйства Швейцер был членом Совета по развитию сельских районов Монтаны (1996) и членом специальной комиссии по борьбе с засухой (1999).
В 2000 году Швейцер баллотировался в Сенат США, однако проиграл выборы действующему сенатору-республиканцу Конраду Бёрнсу (47,24 % и 50,55 % голосов соответственно).
Когда действующий губернатор штата Джуди Мартц объявила, что она не будет баллотироваться на переизбрание в 2004 году, Швейцер объявил о выдвижении своей кандидатуры. На всеобщих выборах он победил секретаря штата Боба Брауна, набрав 50,44 % голосов против 46,02 % у соперника.
Как губернатор, Швейцер является активным членом Ассоциации губернаторов-демократов и возглавляет Ассоциацию губернаторов Запада. Швейцер выступает против контроля над огнестрельным оружием. 15 апреля 2009 года он подписал закон о свободном обращении оружия в Монтане, который вступил в силу 1 октября 2009 года. Этот закон относится прежде всего к невоенным видам огнестрельного оружия, а также боеприпасам и принадлежностям, таким как глушители, при условии, что они изготовлены в Монтане, и не будут вывозиться за пределы штата.

### Личная жизнь
В 1981 году Швейцер женился на Нэнси Хапп, у них трое детей: Бен, Кхай и Катрина. Его сын Бен болен аутизмом.